# Hjelm Ø
|  | Denne artikel omhandler øen i Guldborg Sund. For øen i Kattegat, se Hjelm (ø). For andre betydninger, se hjelm. |
Hjelm Ø er en lille ubeboet 2,5 ha. stor ø i den nordlige del af Guldborg Sund mellem Lolland og Falster. Øen er ca. 300 m lang og ca. 100 m på det bredeste sted. Øen ligger i nærheden af Hjelm Nakke og motorvejstunnelen (E 47) mellem Lolland og Falster. Den har sparsom bevoksning og er kendt for sine mange fuglearter. 